# José Leitão da Costa
José Costa (Braga, 23 de fevereiro de 1984) é um jogador de andebol português.